# Almost Easy
Almost Easy è un singolo del gruppo musicale statunitense Avenged Sevenfold, pubblicato il 17 settembre 2007 come secondo estratto dal quarto album in studio Avenged Sevenfold.

## Tracce
Download digitale – 1ª versione, CD promozionale (Regno Unito, Stati Uniti)
1. Almost Easy – 3:53

CD singolo (Regno Unito)
1. Almost Easy – 3:57
2. Almost Easy (Live) – 3:54

7" (Regno Unito)
- Lato A

1. Almost Easy – 3:55

- Lato B

1. Walk (Studio Version) – 5:21 – originariamente interpretata dai Pantera

Download digitale – 2ª versione
1. Almost Easy – 3:52
2. Walk – 5:20 – originariamente interpretata dai Pantera
3. Almost Easy (Live) – 3:52

## Formazione
Hanno partecipato alle registrazioni, secondo le note di copertina di Avenged Sevenfold:
Gruppo
- M. Shadows – voce
- Synyster Gates – chitarra solista
- Zacky Vengeance – chitarra
- Johnny Christ – basso
- The Rev – batteria

Altri musicisti
- Greg Kusten – pianoforte

Produzione
- Avenged Sevenfold – produzione
- Fred Archambault – ingegneria del suono
- Clifton Allen – assistenza tecnica ai Sunset Sound Recorders
- Chris Steffens – assistenza tecnica agli Eldorado Recording Studios
- Robert DeLong – assistenza tecnica agli Eldorado Recording Studios
- Aaron Walk – assistenza tecnica ai Capitol Studios
- Andy Wallace – missaggio
- Mike Scielzi – assistenza al missaggio
- Josh Wilbur – assistenza al missaggio
- Brian Gardner – mastering

## Date di pubblicazione
| Paese       | Data di pubblicazione | Formati                         |
| ----------- | --------------------- | ------------------------------- |
| Mondo       | 17 settembre 2007     | Download digitale (1ª versione) |
| Regno Unito | 14 ottobre 2007       | CD, 45 giri                     |
| Mondo       | 14 ottobre 2007       | Download digitale (2ª versione) |